# Pogreška pri izvođenju
Pogreška pri izvođenju (eng. run-time error) je pogreška koja se javlja kad izvedbeni kod računalnog programa pravilno radi za dio podataka ili uopće ne radi ni za jedan dio podataka, odnosno ponaša se nepredvidivo.
Da bi se uočilo i otklonilo te pogreške, služimo se programom za pronalaženje pogrešaka kojim se izvedbeni kod debugira.